# Médée Miracle
Pour les articles homonymes, voir Médée (homonymie).
Pour plus de détails, voir Fiche technique et Distribution.
Médée Miracle est un film franco-italien réalisé par Tonino De Bernardi, sorti en 2007.

## Synopsis
Le mythe de Médée revisité par De Bernardi, et transposé au monde contemporain. Irène est une femme venue d'Europe centrale, qui exerce le métier de chanteuse dans un cabaret; elle est mariée à Jason, patron d'un bar. Mais tout se retourne contre Irène qui voit sa vie se désintégrer, d'abord par son mari qui, ayant rencontré quelqu'un d'autre, la quitte et refuse de lui laisser les enfants; puis par les problèmes financiers qui la mènent à l'expulsion. Irène est submergée par des idées de mort.

## Fiche technique
- Titre : Médée Miracle
- Réalisation : Tonino De Bernardi
- Producteurs : Stéphanie Andriot, Ronald Chammah, Tonino De Bernardi, Richard Kravetz
- Directeur de la photographie : Tommaso Borgstrom
- Montage : Pietro Lassandro
- Costumes : Jette Kraghede
- Ingénieurs du son : Mikaël Barre, Daniel Gries, Olivier Mignard, Samuel Mittelman
- Pays d'origine :  Italie /  France
- Couleur : couleur
- Format : 2.35 : 1, 35 mm
- Genre : drame
- Durée : 81 minutes
- Dates de sortie : 
  -  Italie : septembre 2007 (Mostra de Venise)
  -  France : 30 mars 2011

## Distribution
- Isabelle Huppert : Irène
- Tommaso Ragno : Jason
- Giulietta Debernardi : Martha
- Lou Castel : Créon
- Isabel Ruth : La femme sans abri
- Rossella Dassu : Louise
- Marco Sgrosso : Absirto, le frère
- Julia Camps : Fille de Médée 1
- Teresa Momo : Fille de Médée 2
- Joana Curvo : Fille de la boîte 1
- Eugenia Capizzano : Fille de la boîte 2
- Diane Arquès : Avocate
- Duccio Bellugi-Vannuccini : Médecin
- Rémy Héritier	: Homme 1
- Paolo Valla : Homme 2
- Frédéric Bouteille : Homme 3
- Joël Brisse : Homme 4
- Julien Bealu : Homme 5
- Lahcen Razzougui : Jeune homme à la brocante
- Selih	: Patron atelier couture
- Pietro Lassandro : Homme violent
- Véronique Bouteille : Accordéoniste
- Warren Ellis : Violoniste
- Enza Di Blasio : Chanteuse à la guitare
- Geoffrey Vigier : Voix off 1
- François de Brauer : Voix off 2
- Maria de Medeiros : L'amie de Médée